# NGC 3450
NGC 3450 ist eine Balken-Spiralgalaxie vom Hubble-Typ SBb im Sternbild Wasserschlange südlich des Himmelsäquators. Sie ist rund 172 Millionen Lichtjahre von der Milchstraße entfernt und hat einen Durchmesser von etwa 140.000 Lichtjahren. 
Die Typ-Ia-Supernova SN 2005as wurde hier beobachtet.
Das Objekt wurde am 22. März 1835 von John Herschel entdeckt.

## NGC 3450-Gruppe (LGG 220)
| Galaxie  | Alternativname | Entfernung/Mio. Lj |
| -------- | -------------- | ------------------ |
| NGC 3450 | PGC 32270      | 172                |
| NGC 3453 | PGC 32707      | 170                |
| NGC 3464 | PGC 32778      | 159                |